# Bitka talentov (3. sezona)
Zadnja, 3. sezona Bitke talentov je potekala od septembra do decembra 2006 v okviru oddaje Spet doma voditelja Maria Galuniča.
Zmagovalka je bila Eva Černe, ki je v finalu premagala Leo Sirk. Z zmago na Bitki talentov si je Eva prislužila tudi vstopnico za nastop na Emi 2007, na kateri je bila s pesmijo »Čudeži smehljaja« druga. Poleg Eve in Lee je v tej sezoni sodeloval tudi pozneje znani izvajalec Matija Jahn, ki je bil v prvi sezoni slovenskega X Factorja drugi.

## I. krog

### 17. 9. 2006
| Izvajalec    | Pesem          |
| ------------ | -------------- |
| Nina Bauman  | »Ni me strah«  |
| Janez Krivec | »Metulj«       |
| Lina Rahne   | »Veter z juga« |

### 24. 9. 2006
| Izvajalec     | Pesem                |
| ------------- | -------------------- |
| Eva Černe     | »Prisluhni mi«       |
| Aljaž Piletič | »Platina«            |
| Lea Sirk      | »One Moment in Time« |

### 1. 10. 2006
| Izvajalec       | Pesem                  |
| --------------- | ---------------------- |
| Maja Čuden      | »Ni mi žal«            |
| Matija Jahn     | »We Are the Champions« |
| Julija Polizhay | »Lahko noč, Piran«     |

### 8. 10. 2006
| Izvajalec          | Pesem                        |
| ------------------ | ---------------------------- |
| Tina Kocjan        | »Med iskrenimi ljudmi«       |
| Vladimir Muratović | »Angels«                     |
| Vika Zore          | »Somewhere Over the Rainbow« |

## II. krog

### 15. 10. 2006
| Izvajalec       | Pesem                    |
| --------------- | ------------------------ |
| Eva Černe       | »I Will Always Love You« |
| Janez Krivec    | »Mlinar na Muri«         |
| Julija Polizhay | »Dan najlepših sanj«     |
| Vika Zore       | »Mandoline«              |

### 29. 10. 2006
| Izvajalec   | Pesem                |
| ----------- | -------------------- |
| Nina Bauman | »New York, New York« |
| Matija Jahn | »Pretty Woman«       |
| Tina Kocjan | »Poletna noč«        |
| Lea Sirk    | »Še tisoč let«       |

## III. krog

### 5. 11. 2006
| Izvajalec   | Pesem         |
| ----------- | ------------- |
| Eva Černe   | »Proud Mary«  |
| Matija Jahn | »30 let«      |
| Vika Zore   | »Without You« |

### 12. 11. 2006
| Izvajalec    | Pesem            |
| ------------ | ---------------- |
| Tina Kocjan  | »Julija«         |
| Janez Krivec | »Feel«           |
| Lea Sirk     | »What a Feeling« |

## IV. krog (19. 11. 2006)
| Izvajalec   | Pesem                    | Komisija | Televoting | Skupaj |
| ----------- | ------------------------ | -------- | ---------- | ------ |
| Eva Černe   | »Fallin'«                | 31       | 27         | 58     |
| Matija Jahn | »Send Me an Angel«       | 16       | 20         | 36     |
| Tina Kocjan | »Rada bi«                | 29       | 27         | 56     |
| Lea Sirk    | »Rada bi znova poletela« | 24       | 26         | 50     |

## V. krog (26. 11. 2006)
| Izvajalec   | Pesem                  | Komisija | Televoting | Skupaj |
| ----------- | ---------------------- | -------- | ---------- | ------ |
| Eva Černe   | »Greatest Love of All« | 38       | 31         | 69     |
| Tina Kocjan | »Nihče ne ve«          | 24       | 28         | 52     |
| Lea Sirk    | »Strani amori«         | 38       | 41         | 79     |

## Finale
Finale je potekal 3. in 10. decembra 2006. O končni zmagovalki so odločali glasovi gledalcev iz 1. finalne oddaje, glasovi gledalcev iz 2. finalne oddaje ter glasovi strokovne komisije (Boštjan Grabnar, Darja Švajger in Omar Naber).
| Izvajalec | 1. oddaja                        | 2. oddaja           | Št. točk |
| --------- | -------------------------------- | ------------------- | -------- |
| Eva Černe | »It's Raining Men«               | Venček šestih pesmi | 166      |
| Lea Sirk  | »Crazy Little Thing Called Love« | Venček šestih pesmi | 134      |